# Brignano Gera d’Adda
Brignano Gera d’Adda ist eine italienische Gemeinde (comune) mit 6154 Einwohnern (Stand 31. Dezember 2023) in der Provinz Bergamo, Region Lombardei.

## Geographie
Brignano Gera d’Adda liegt etwa 20 km südlich der Provinzhauptstadt Bergamo und 35 km östlich der Metropole Mailand.
Die Nachbargemeinden sind Caravaggio, Castel Rozzone, Cologno al Serio, Lurano, Pagazzano, Spirano und Treviglio.